# Thumatha
Thumatha é um gênero de traça pertencente à família Arctiidae.